# Districtul Ko Sichang
Ko Sichang (în thailandeză เกาะสีชัง) este un district (Amphoe) din provincia Chonburi, Thailanda, cu o populație de 5.038 de locuitori și o suprafață de 17,3 km².